# HMS H52
HMS H52 (pennant number – H52) – brytyjski okręt podwodny typu H. Zbudowany w latach 1917–1918 w stoczni Royal Navy Dockyard w Pembroke Dock. Okręt został zwodowany 15 listopada 1918 roku. Do służby w Royal Navy został przyjęty 1 września 1920 roku.
HMS H52 należał do serii okrętów typu H ze zmienioną konstrukcją. Po internowaniu części okrętów budowanych na zlecenie w Stanach Zjednoczonych zapadła decyzja o przeniesieniu produkcji do Wielkiej Brytanii. Od początku 1917 roku do końca 1920 roku w stoczniach Vickers, Cammell Laird, Armstrong Whitworth, Beardmore oraz HM Dockyard wybudowano 23 okręty tego typu.
Okręt był wykorzystywany do ćwiczeń oraz testowania nowych technologii wprowadzanych w Royal Navy. W czasie jednego z rejsów zderzył się z innym brytyjskim okrętem. W wyniku kolizji uszkodzeniu uległ kiosk oraz peryskop. Prawdopodobnie z tego powodu okręt został wycofany ze służby jesienią 1927 roku, a 9 listopada 1927 sprzedany wytwórni filmowej New Era Productions. Okręt został wykorzystany w niemym filmie Q-Ships z 1928 roku reżyserowanym przez Geoffreya Barkasa oraz Michaela Barringera. Po ucharakteryzowaniu na niemieckiego U-Boota został zatopiony 3 stycznia 1928 roku w okolicach latarni morskiej Eddystone u wybrzeży Devon. Wrak spoczywa na głębokości około 60 metrów.